# 郭佳怡
郭佳怡（英語：Stefani KUO）為一美籍港僑劇作家及演員。其畢業於耶魯大學，因創作新詩《2047》聲援香港反送中運動而知名。

## 簡歷
郭佳怡1995年出生於香港，中學就讀拔萃女書院，14歲離開香港到美國求學，高中畢業後入讀耶魯大學，第一年讀數學系，第二年轉至英文系，第三年又轉至戲劇系（Theater Studies）。她通曉英語、法語、國語、粵語等多種語言，曾在香港、臺灣、柏林、普羅旺斯及美國工作，2017年她獲得 Marina Keegan Award for Excellence in Playwriting 獎項。現居於美國，任職劇作家、演員及詩人，她是「Interstate 73 with Page 73」工作坊8位劇作家之一，並擔任戲劇講者工作。

## 事件
2019年11月18日，郭佳怡被邀到紐約詩人咖啡館朗誦詩作，當天是香港反送中抗爭的第162天，科大學生周梓樂逝世不久，她於聚會前一夜創作了新詩《2047》，想像全美 3.27 億人以廣東話呼喊「香港人加油！香港人唔好放棄！」並承諾與香港人同行。之後她將有關言論拍成短片《2047》，並講述了香港162天以來多個令人難以釋懷的片段，提到超過4,500人被捕、3,000人受傷，警方發射超過14枚實彈、1,000枚布袋彈、1,000枚海綿彈、5,000枚橡膠子彈，以及9,500枚催淚彈。香港市民被嘲諷、威嚇、攻擊、燒傷、虐待、射擊、強姦、溺死和殺害，呼籲美國人民要為香港挺身而出。12月短片上載後，於網上被廣傳。

|          | No nation bold enough to forgo Chinese money for humanity, to stand up for murdered Muslims or the sovereignty of Taiwan, fight to free Tibet or teenagers dying on the streets of Hong Kong. |
| ——郭佳怡 | |

## 家庭背景
郭佳怡母親林夏如是來自台灣的政治學家和投資銀行家，哈佛大學學士，香港大學碩士及博士，32歲成為高盛集團亞洲最年輕的合夥人，亦是香港中文大學全球政治經濟學碩士課程的創始教員，通曉國語、粵語、英語、日語、西班牙語等多種語言。林夏如曾表示反對逃犯條例修訂草案運動是「時代的記憶」，並批評港府「製造出這個時代的記憶，是政府的一個錯誤」。2020年1月1日，林夏如被香港太古股份公司委任為獨立非常務董事，但同年2月18日太古公布林夏如辭任，即上任不足兩個月。
郭佳怡外祖父是東捷董事長林順和，大姨是摩根士丹利台灣區董事總經理林水仙，舅舅是德意志證券證券副總裁林東潔。
郭佳怡生父郭大熾，是香港前任政務司司長唐英年妻子郭妤淺的胞兄，在老牌線廠金泰任董事總經理，他亦是香港棉紡業同業公會會長、內衣業聯會副主席，及紡織及製衣界選委。她祖父是「香港一代線王」郭正達。
林夏如與郭大熾育有三個女兒：長女郭佳怡，次女郭佳欣，三女郭佳瑋（Stacey）。2010年12月22日，郭大熾帶著三個女兒及朋友在日本北海道自駕遊期間遇上車禍，8歲的郭佳瑋當場死亡。 2016年郭佳怡在耶魯大學寫了一齣舞台劇《雨的建築》(Architecture of Rain)，劇本就是關於處理妹妹車禍過世後，母女三人如何面對的過程。
母親林夏如與郭大熾早前離異後已再婚，她繼父何漢理（英語：Harry Harding）是美國著名中國問題專家，普林斯頓大學學士，史丹福大學碩士及博士，曾擔任克林頓總統特別國家安全顧問。